# Randers HK
Randers HK este un club de handbal feminin din Randers, Danemarca. Clubul a evoluat până în noiembrie 2022 în Liga Daneză de Handbal Feminin (în daneză Damehåndboldligaen), liga superioară de handbal feminin din Danemarca.

## Istoric
Randers HK a fost fondat în 1996, în urma unui efort comun al mai multor cluburi mici din Comuna Randers de a crea o echipă de handbal capabilă să poată reprezenta regiunea la nivel înalt. Pe 16 aprilie 1996, cluburile Dronningborg Boldklub, Kristrup Boldklub, Randers Freja, RB 72, Lem IF, Randers KFUM, Vorup FB și Hornbæk SF au semnat un acord de asociere iar pe 7 mai 1996 a fost ținută adunarea generală fondatoare a noului club.
În 2000, echipa a jucat finala Cupei Orașelor, pe care a pierdut-o în fața echipei românești Rapid București. Pe plan intern Randers HK obține primele rezultate notabile, medaliile de bronz, în 2002. Anul 2004 a adus un moment delicat, clubul a avut probleme financiare iar încetarea plății salariilor a fost evitată prin contribuția societăților comerciale și a persoanelor din oraș.
Sezonul 2009/2010 a fost unul important în istoria clubului, Randers HK a jucat finala Ligii Daneze de Handbal Feminin (Damehåndboldligaen) și a câștigat Cupa EHF. În 2010/2011, Randers a jucat din nou finala campionatului, iar în sezonul 2011/2012 a obținut titlu de campioană a Danemarcei, după o finală cu Viborg HK și a câștigat Supercupa Danemarcei. A urmat un loc trei în sezonul 2013/2014 iar în 2016 a câștigat Cupa Danemarcei, învingând în finală FC Midtjylland cu scorul de 26-21.
Clubul a întâmpinat din nou probleme financiare în sezoanele 2018/2019, 2019/2020 și 2021/2022, dar le-a depășit și a reușit să își desfășoare în continuare activitatea. În noiembrie 2022, clubul a eșuat în strângerea sumei necesare continuării activității și a început procedurile privind declararea falimentului Randers HK. În consecință, echipa Randers HK a fost retrasă din Liga Daneză de Handbal Femin ediția 2022-2023 iar rezultatele din meciurile susținute de aceasta au fost anulate. În decembrie 2022 a fost anunțat crearea a unui nou club numit Randers Håndboldklub. Acesta a evoluat din sezonul 2023/2024 în Divizia 2 de Handbal Feminin, cel de al treilea eșalon valoric din Danemarca.

## Palmares
- Cupa Cupelor:
  - Optimi de finală (2): 2012, 2015

- Cupa EHF:
  -  Câștigătoare (1): 2010
  - Semifinalistă (1): 2016
  - Sfertfinalistă (2): 2009, 2017

- Cupa Orașelor:
  -  Finalistă (1): 2000

- Liga Daneză de Handbal Feminin:
  -  Câștigătoare (1): 2012
  -  Locul 2 (2): 2010, 2011
  -  Locul 3 (2): 2002, 2014

- Cupa Danemarcei:
  -  Câștigătoare (1): 2016
  - Semifinalistă (7): 2003, 2005, 2008, 2011, 2013, 2014, 2018

- Supercupa Danemarcei:
  -  Câștigătoare (1): 2012
  -  Finalistă (1): 2017

## Sală
- Nume: Arena Randers
- Oraș: Randers
- Capacitate: 2.500 de locuri
- Adresă: Fyensgade 1, 8900 Randers

## Furnizori de echipament
- H
2O (–2007)
- Puma (2007–2017)
- Salming (2017–2018)
- Puma (2018–2019)
- Craft Sportswear (2019–2022)

## Embleme anterioare

Emblema Randers HK (-2011).
Emblema Randers HK (2011-2017).
Emblema Randers HK (2017-2018).
Emblema alternativă Randers HK (2017-2018).
Emblema alternativă Randers HK (2018-).

## Lotul de jucătoare 2022/23
Componența echipei, pe 10 noiembrie 2022, înaintea retragerii din Liga Daneză de Handbal Feminin 2022–2023
Conform paginii oficiale a clubului:
| Portari - 12 Anne Bossen - 20 Stephanie Andersen Extreme Extreme stânga - 03 Signe Schaar - 14 Camilla Degn Extreme dreapta - 22 Mathilde Orkild - 23 Tania Knudsen Pivoți - 15 Karen Klokker - 18 Pernille Brandenborg | Linia de 9 metri Intermediari stânga - 08 Aia Raadshøj - 24 Frida Møller Centri - 07 Laura Grosen - 09 Ida Hoberg - 19 Mette Brandt - 26 Christina Pedersen Intermediari dreapta - 04 Anne Berggreen - 10 Nicoline Olsen |

## Banca tehnică
Componența băncii tehnice, pe 10 noiembrie 2022, înaintea retragerii din Liga Daneză de Handbal Feminin 2022–2023
Conform paginii oficiale a clubului:
- Antrenor principal:  Ole Bitsch
- Antrenor secund:  Jonas Dehn
- Antrenor pentru portari:  Kevin Fisker
- Conducător de echipă:  Inge Christensen
- Conducător de echipă:  John Jørgensen
- Fizioterapeut:  Lars Dyrvig
- Preparator fizic:  Nicolas Høstrup
- Psiholog:  Thomas Danielsen

## Meciuri europene
Conform Federației Europene de Handbal:
| Sezon   | Competiție              | Fază                               | Fază                          | Club                                       | Tur   | Retur       | Total |
| ------- | ----------------------- | ---------------------------------- | ----------------------------- | ------------------------------------------ | ----- | ----------- | ----- |
|         |                         |                                    |                               |                                            |       |             |       |
| 1999-00 | Cupa Orașelor Finalistă | Optimi de finală                   | Optimi de finală              | Cornexi Alcoa                              | 28–19 | 20–23       | 48–42 |
| 1999-00 | Cupa Orașelor Finalistă | Sferturi de finală                 | Sferturi de finală            | Inter Bratislava                           | 24–31 | 29–18       | 53–49 |
| 1999-00 | Cupa Orașelor Finalistă | Semifinale                         | Semifinale                    | Byåsen IL                                  | 22–26 | 27–21       | 49–47 |
| 1999-00 | Cupa Orașelor Finalistă | Finala                             | Finala                        | Rapid București                            | 25–30 | 26–26       | 51–56 |
|         |                         |                                    |                               |                                            |       |             |       |
| 2000-01 | Cupa EHF                | Turul 2                            | Turul 2                       | Agrotel Plovdiv                            | 30–13 | 29–21       | 59–34 |
| 2000-01 | Cupa EHF                | Turul 3                            | Turul 3                       | Bera Bera S.Sebastian                      | 30–19 | 21–30       | 51–49 |
| 2000-01 | Cupa EHF                | Turul 4                            | Turul 4                       | MKS Montex Lublin                          | 23–39 | 23–27       | 46–66 |
|         |                         |                                    |                               |                                            |       |             |       |
| 2002-03 | Cupa EHF                | Turul 3                            | Turul 3                       | Duvanska Industrija Niš                    | 16–31 | 33–28       | 49–59 |
|         |                         |                                    |                               |                                            |       |             |       |
| 2003-04 | Cupa EHF                | Turul 2                            | Turul 2                       | Tutunski Kombinat Prilep                   | 50–17 | 40–17       | 90–34 |
| 2003-04 | Cupa EHF                | Turul 3                            | Turul 3                       | Nordstrand 2000 Oslo                       | 22–22 | 26–30       | 48–52 |
|         |                         |                                    |                               |                                            |       |             |       |
| 2004-05 | Cupa EHF                | Turul 3                            | Turul 3                       | Horsens Håndbold Klub                      | 23–25 | 17–28       | 40–53 |
|         |                         |                                    |                               |                                            |       |             |       |
| 2007-08 | Cupa EHF                | Turul 2                            | Turul 2                       | Orsan Elda Prestigio                       | 24–28 | 27–24       | 51–52 |
|         |                         |                                    |                               |                                            |       |             |       |
| 2008-09 | Cupa EHF                | Turul 2                            | Turul 2                       | ŽRK Borac Banja Luka                       | 30–28 | 37–25       | 67–53 |
| 2008-09 | Cupa EHF                | Turul 3                            | Turul 3                       | GK Motor                                   | 26–32 | 33–23       | 59–55 |
| 2008-09 | Cupa EHF                | Optimi de finală                   | Optimi de finală              | VfL Oldenburg                              | 27–28 | 27–25       | 54–53 |
| 2008-09 | Cupa EHF                | Sferturi de finală                 | Sferturi de finală            | SD Itxako                                  | 19–27 | 32–32       | 51–69 |
|         |                         |                                    |                               |                                            |       |             |       |
| 2009-10 | Cupa EHF Câștigătoare   | Turul 2                            | Turul 2                       | Colégio de Gaia                            | 42–9  | 37–15       | 79–24 |
| 2009-10 | Cupa EHF Câștigătoare   | Turul 3                            | Turul 3                       | FTC RightPhone                             | 30–25 | 33–27       | 63–52 |
| 2009-10 | Cupa EHF Câștigătoare   | Turul 4                            | Turul 4                       | ŠKP Bratislava                             | 31–26 | 31–30       | 62–56 |
| 2009-10 | Cupa EHF Câștigătoare   | Sferturi de finală                 | Sferturi de finală            | SPR Lublin SSA                             | 34–24 | 24–26       | 58–50 |
| 2009-10 | Cupa EHF Câștigătoare   | Semifinale                         | Semifinale                    | Havre HAC                                  | 30–23 | 28–27       | 58–50 |
| 2009-10 | Cupa EHF Câștigătoare   | Finala                             | Finala                        | Prosolia SIID Elda Prestigio               | 20–22 | 30–24       | 50–46 |
|         |                         |                                    |                               |                                            |       |             |       |
| 2010-11 | Liga Campionilor        | Turneul de calificare 2 (Grupa 1)  | GK Sparta                     | 32–19                                      | 32–19 | Locul întâi |       |
| 2010-11 | Liga Campionilor        | Turneul de calificare 2 (Grupa 1)  | Maliye Milli Piyango SK       | 35–14                                      | 35–14 | Locul întâi |       |
| 2010-11 | Liga Campionilor        | Turneul de calificare 2 (Grupa 1)  | TSV Bayer 04 Leverkusen       | 23–15                                      | 23–15 | Locul întâi |       |
| 2010-11 | Liga Campionilor        | Faza grupelor (Grupa C)            | CS Oltchim Râmnicu Vâlcea     | 27–23                                      | 22–28 | Locul patru |       |
| 2010-11 | Liga Campionilor        | Faza grupelor (Grupa C)            | Larvik HK                     | 19–33                                      | 20–38 | Locul patru |       |
| 2010-11 | Liga Campionilor        | Faza grupelor (Grupa C)            | Toulon Saint-Cyr Var Handball | 25–29                                      | 23–24 | Locul patru |       |
|         |                         |                                    |                               |                                            |       |             |       |
| 2011-12 | Liga Campionilor        | Turneul de calificare 2 (Grupa 4)  | Semifinale                    | MizuWaAi Dalfsen                           | 34-19 | 34-19       | 34-19 |
| 2011-12 | Liga Campionilor        | Turneul de calificare 2 (Grupa 4)  | Finala                        | IK Sävehof                                 | 26-21 | 26-21       | 26-21 |
| 2011-12 | Liga Campionilor        | Faza grupelor (Grupa C)            | Győri Audi ETO KC             | 29–23                                      | 20–35 | Cupa EHF    |       |
| 2011-12 | Liga Campionilor        | Faza grupelor (Grupa C)            | Hypo Niederösterreich         | 29–28                                      | 39–32 | Cupa EHF    |       |
| 2011-12 | Liga Campionilor        | Faza grupelor (Grupa C)            | Metz Handball                 | 26–27                                      | 20–25 | Cupa EHF    |       |
| 2011-12 | Cupa EHF                | Optimi de finală                   | Optimi de finală              | Zvezda Zvenigorod                          | 26-25 | 23-30       | 49–55 |
|         |                         |                                    |                               |                                            |       |             |       |
| 2012-13 | Liga Campionilor        | Faza grupelor (Grupa A)            | Buxtehuder SV                 | 36–26                                      | 33–27 | Locul doi   |       |
| 2012-13 | Liga Campionilor        | Faza grupelor (Grupa A)            | Hypo NÖ                       | 25–32                                      | 29–20 | Locul doi   |       |
| 2012-13 | Liga Campionilor        | Faza grupelor (Grupa A)            | CS Oltchim Râmnicu Vâlcea     | 20–24                                      | 23–27 | Locul doi   |       |
| 2012-13 | Liga Campionilor        | Faza grupelor principale (Grupa 1) | Larvik HK                     | 19–25                                      | 26–31 | Locul patru |       |
| 2012-13 | Liga Campionilor        | Faza grupelor principale (Grupa 1) | Győri Audi ETO KC             | 18–25                                      | 24–32 | Locul patru |       |
| 2012-13 | Liga Campionilor        | Faza grupelor principale (Grupa 1) | Budućnost                     | 22–24                                      | 20–20 | Locul patru |       |
|         |                         |                                    |                               |                                            |       |             |       |
| 2014-15 | Cupa Cupelor            | Turul 3                            | Turul 3                       | HC Odense                                  | 30–26 | 28–28       | 58–54 |
| 2014-15 | Cupa Cupelor            | Optimi de finală                   | Optimi de finală              | MKS Selgros Lublin                         | 18–27 | 29–21       | 47–48 |
|         |                         |                                    |                               |                                            |       |             |       |
| 2015-16 | Cupa EHF                | Turul 3                            | Turul 3                       | Succes Schoonmaak / VOC Amsterdam          | 36–25 | 29–18       | 65–43 |
| 2015-16 | Cupa EHF                | Optimi de finală                   | Optimi de finală              | HBC Nîmes                                  | 27–27 | 33–21       | 60–48 |
| 2015-16 | Cupa EHF                | Sferturi de finală                 | Sferturi de finală            | H 65 Höörs Handbollsklubb                  | 30–27 | 27–22       | 57–49 |
| 2015-16 | Cupa EHF                | Semifinale                         | Semifinale                    | Dunaújvárosi Kohász Kézilabda Akadémia (a) | 27–29 | 25–23       | 52–52 |
|         |                         |                                    |                               |                                            |       |             |       |
| 2016-17 | Cupa EHF                | Turul 2                            | Turul 2                       | Muratpașa Belediyesi SK                    | 30-20 | 26-13       | 56–33 |
| 2016-17 | Cupa EHF                | Turul 3                            | Turul 3                       | MKS Selgros Lublin                         | 28-27 | 23-23       | 51–50 |
| 2016-17 | Cupa EHF                | Faza grupelor (Grupa A)            | IK Sävehof                    | 27–21                                      | 28–24 | Locul doi   |       |
| 2016-17 | Cupa EHF                | Faza grupelor (Grupa A)            | VfL Oldenburg                 | 28–24                                      | 25–24 | Locul doi   |       |
| 2016-17 | Cupa EHF                | Faza grupelor (Grupa A)            | Nantes Loire Atlantique HB    | 19–25                                      | 26–26 | Locul doi   |       |
| 2016-17 | Cupa EHF                | Sferturi de finală                 | Sferturi de finală            | NFH - Nykøbing Falster Håndboldklub        | 27-24 | 23-28       | 50–52 |
|         |                         |                                    |                               |                                            |       |             |       |
| 2017-18 | Cupa EHF                | Turul 3                            | Turul 3                       | BNTU-BelAZ Minsk Region                    | 22-23 | 26-23       | 48–46 |
| 2017-18 | Cupa EHF                | Faza grupelor (Grupa A)            | Kuban                         | 20–23                                      | 21–28 | Locul patru |       |
| 2017-18 | Cupa EHF                | Faza grupelor (Grupa A)            | SCM Craiova                   | 17–23                                      | 25–29 | Locul patru |       |
| 2017-18 | Cupa EHF                | Faza grupelor (Grupa A)            | Brest Bretagne Handball       | 26–18                                      | 15–23 | Locul patru |       |

## Sezoane recente
Conform Federației Daneze de Handbal:
| Sezon   | Competiție națională | Loc    | Cupa Danemarcei | Supercupa Danemarcei | Competiție europeană            | Competiție europeană     |
| ------- | -------------------- | ------ | --------------- | -------------------- | ------------------------------- | ------------------------ |
| 1999-00 | LDHF                 | 5      |                 |                      | Cupa Orașelor                   | Finalistă                |
| 2000-01 | LDHF                 | 7      |                 |                      | Cupa EHF                        | Turul 4                  |
| 2001-02 | LDHF                 | Bronz  |                 |                      |                                 |                          |
| 2002-03 | LDHF                 | 5      | Semifinalistă   |                      | Cupa EHF                        | Turul 3                  |
| 2003-04 | LDHF                 | 4      |                 |                      | Cupa EHF                        | Turul 3                  |
| 2004-05 | LDHF                 | 9      | Semifinalistă   |                      | Cupa EHF                        | Turul 3                  |
| 2005-06 | LDHF                 | 9      |                 |                      |                                 |                          |
| 2006-07 | LDHF                 | 5      |                 |                      |                                 |                          |
| 2007-08 | LDHF                 | 6      | Semifinalistă   |                      | Cupa EHF                        | Turul 2                  |
| 2008-09 | LDHF                 | 8      |                 |                      | Cupa EHF                        | Sfertfinalistă           |
| 2009-10 | LDHF                 | Argint |                 |                      | Cupa EHF                        | Câștigătoare             |
| 2010-11 | LDHF                 | Argint | Semifinalistă   |                      | Liga Campionilor                | Faza grupelor            |
| 2011-12 | LDHF                 | Aur    |                 | Câștigătoare         | Liga Campionilor / Cupa Cupelor | Faza grupelor / Optimi   |
| 2012-13 | LDHF                 | 4      | Semifinalistă   |                      | Liga Campionilor                | Faza grupelor principale |
| 2013-14 | LDHF                 | Bronz  | Semifinalistă   |                      |                                 |                          |
| 2014-15 | LDHF                 | 6      |                 |                      | Cupa Cupelor                    | Optimi                   |
| 2015-16 | LDHF                 | 5      | Câștigătoare    |                      | Cupa EHF                        | Semifinalistă            |
| 2016-17 | LDHF                 | 8      |                 | Finalistă            | Cupa EHF                        | Sfertfinalistă           |
| 2017-18 | LDHF                 | 8      | Semifinalistă   |                      | Cupa EHF                        | Faza grupelor            |
| 2018-19 | LDHF                 | 12     |                 |                      |                                 |                          |
| 2019-20 | LDHF                 | 8✳     |                 |                      |                                 |                          |
| 2020-21 | LDHF                 | 11     |                 |                      |                                 |                          |
| 2021-22 | LDHF                 | 12     |                 |                      |                                 |                          |
| 2022-23 | LDHF                 | –✳✳    |                 |                      |                                 |                          |

✳ Sezonul 2019-2020 al Ligii Daneze de Handbal Feminin s-a încheiat, din cauza pandemiei de COVID-19 cauzată de noul coronavirus SARS-CoV-2, fără a se mai disputa ultimele etape, cu rămânerea în vigoare a clasamentului valabil la data de 11 martie 2020 și cu acordarea titlului și a medaliilor.
✳✳ Retrasă din campionat.

## Statistici

### Cele mai bune marcatoare în competițiile europene
Conform Federației Europene de Handbal:
| Sezon   | Competiție       | Nume             | Goluri |
| ------- | ---------------- | ---------------- | ------ |
|         |                  |                  |        |
| 2009-10 | Cupa EHF         |                  |        |
| 2009-10 | Cupa EHF         | Mie Augustesen   | 70     |
|         |                  |                  |        |
| 2010-11 | Liga Campionilor |                  |        |
| 2010-11 | Liga Campionilor | Camilla Dalby    | 54     |
|         |                  |                  |        |
| 2011-12 | Liga Campionilor |                  |        |
| 2011-12 | Liga Campionilor | Camilla Dalby    | 34     |
|         |                  |                  |        |
| 2011-12 | Cupa Cupelor     |                  |        |
| 2011-12 | Cupa Cupelor     | Camilla Dalby    | 13     |
|         |                  |                  |        |
| 2012-13 | Liga Campionilor |                  |        |
| 2012-13 | Liga Campionilor | Camilla Dalby    | 66     |
|         |                  |                  |        |
| 2014-15 | Cupa Cupelor     |                  |        |
| 2014-15 | Cupa Cupelor     | Johanna Westberg | 29     |
|         |                  |                  |        |
| 2015-16 | Cupa EHF         |                  |        |
| 2015-16 | Cupa EHF         | Camilla Dalby    | 51     |
|         |                  |                  |        |
| 2016-17 | Cupa EHF         |                  |        |
| 2016-17 | Cupa EHF         | Mari Molid       | 60     |
|         |                  |                  |        |
| 2017-18 | Cupa EHF         |                  |        |
| 2017-18 | Cupa EHF         | Mari Molid       | 32     |

| Sezon                   | Nume | Goluri |
| ----------------------- | ---- | ------ |
|                         |      |        |
| 2014-15                 |      |        |
| Johanna Westberg        | 109  |        |
|                         |      |        |
| 2015-16                 |      |        |
| Camilla Dalby           | 127  |        |
|                         |      |        |
| 2016-17                 |      |        |
| Mari Molid              | 99   |        |
|                         |      |        |
| 2017-18                 |      |        |
| Mari Molid              | 91   |        |
|                         |      |        |
| 2018-19                 |      |        |
| Line Hougaard           | 101  |        |
|                         |      |        |
| 2019-20                 |      |        |
| Mai Kragballe           | 110  |        |
|                         |      |        |
| 2020-21                 |      |        |
| Kristin Thorleifsdóttir | 156  |        |
|                         |      |        |
| 2021-22                 |      |        |
| Julie Pontoppidan       | 104  |        |

| Sezon           | Nume | Goluri |
| --------------- | ---- | ------ |
|                 |      |        |
| 2017-18         |      |        |
| Sabine Pedersen | 15   |        |
|                 |      |        |
| 2018-19         |      |        |
| Mai Kragballe   | 7    |        |
|                 |      |        |
| 2019-20         |      |        |
| Sidsel Mejlvang | 9    |        |
|                 |      |        |
| 2020-21         |      |        |
| Mai Kragballe   | 8    |        |

## Corpul ambasadorilor Randers HK
Corpul ambasadorilor Randers HK a fost creat pentru a onora jucătoarele care și-au adus contribuția la obținerea performanțelor notabile ale echipei sau au reprezentat clubul la echipa națională a Danemarcei. Ambasadorii au participat la diverse evenimente organizate de club și sponsori.
- Gitte Andersen (12 sezoane, 286 partide și 624 goluri, câștigătoare a Cupei EHF și campioană a Danemarcei)
- Tatiana Silici (11 sezoane, 295 partide și 829 goluri, câștigătoare a Cupei EHF)
- Katrine Fruelund (9 sezoane, 279 partide și 1204 goluri, câștigătoare a Cupei EHF și campioană a Danemarcei)
- Berit Kristensen (9 sezoane, 265 partide și 547 goluri, câștigătoare a Cupei EHF și campioană a Danemarcei)
- Laura Danielsen (9 sezoane, 257 partide și 838 goluri)
- Sofie Strangholt (9 sezoane, 185 partide și 309 goluri, câștigătoare a Cupei EHF și campioană a Danemarcei)
- Heidi Johansen (8 sezoane, 197 partide și 389 goluri)
- Kathrine Munch (7 sezoane, 202 partide și 530 goluri)

## Istoric antrenori
| Perioadă                     | Antrenor principal | Antrenor secund                                                                   |
| ---------------------------- | ------------------ | --------------------------------------------------------------------------------- |
| 1999–ianuarie 2004           | Morten Arvidsson   | Kjersti Grini (2003–ianuarie 2004)                                                |
| ianuarie 2004–decembrie 2004 | Kjersti Grini      | Jan Brøndum                                                                       |
| decembrie 2004–2005          | Jan Brøndum        | Knut Ove Joa                                                                      |
| 2005–2006                    | Heine Eriksen      | Knut Ove Joa                                                                      |
| 2006–ianuarie 2009           | Martin Albertsen   | Lotte Kiærskou (2006–2008) Jørgen Gluver (2007–ianuarie 2009)                     |
| ianuarie 2009–2014           | Jan Leslie         | Jørgen Gluver (ianuarie 2009–2011) Ole Bitsch (2012–2013) Mads Brandt (2013–2014) |
| 2014–februarie 2015          | Mads Brandt        | Katrine Fruelund                                                                  |
| februarie 2015–iunie 2015    | Ulrik Kirkely      | Klaus Bøge                                                                        |
| 2015–2017                    | Ryan Zinglersen    | Jeppe Vestergaard                                                                 |
| 2017–2021                    | Niels Agesen       | Torben Van Gogh (2017–2019) Tove Seest (2018–2020) Mikkel Thomassen (2020–2022)   |
| 2021–noiembrie 2022          | Ole Bitsch         | Mikkel Thomassen (2021–2022) Jonas Dehn (iulie 2022–noiembrie 2022)               |

## Jucătoare notabile
| - Gitte Aaen - Stine Aagaard - Macarena Aguilar - Ulrika Ågren - Mie Augustesen - Carmen Amariei - Gitte Andersen - Stephanie Andersen - Mihaela Ani-Senocico - Dženita Bajić - Melanie Bak - Bernadett Bódi - Simone Böhme - Natasja Burgers - Adriana de Castro - Lærke Christensen - Verónica Cuadrado - Freja Cohrt - Laura Danielsen - Camilla Dalby - Siraba Dembélé - Jelena Erić - Julia Eriksson - Maria Fisker - Katrine Fruelund - Angie Geschke - Linn Gossé - Cecilie Greve - Frederikke Gulmark - Daniela Gustin - Kathrine Heindahl - Line Hougaard - Mie Højlund - Sabina Jacobsen - Heidi Johansen - Sara Johansson - Rut Jónsdóttir - Mathilde Juncker - Anikó Kántor - Ilda Kepić | - Lotte Kiærskou - Mai Kragballe - Berit Kristensen - Christina Krogshede - Steluța Luca - Chana Masson - Sidsel Mejlvang - Stefanie Melbeck - Mette Melgaard - Tanja Milanović - Martine Moen - Mari Molid - Merete Møller - Clara Monti - Stéphanie Moreau - Kathrine Munch - Ionica Munteanu - Susann Müller - Anja Nielsen - Ann Grete Nørgaard - Alessandra de Oliveira - Anna Okkels - Mathilde Orkild - Sabine Pedersen - Terese Pedersen - Julie Pontoppidan - Jovana Risović - Jamina Roberts - Jane Schumacher - Tatiana Silici - Sofie Strangholt - Sille Thomsen - Kristin Thorleifsdóttir - Cecilie Thorsteinsen - Szabina Tápai - Ana Vojčić - Angelica Wallén - Johanna Westberg - Nina Wörz - Chao Zhai |

## Antrenori notabili
- Heine Eriksen
- Martin Albertsen
- Jan Leslie
- Ulrik Kirkely
- Ryan Zinglersen
- Niels Agesen